# Rumi
Jalāl al-Dīn Muḥammad Rūmī (perzijsko جلال‌الدین محمّد رومی) ali preprosto Rumi, perzijski pesnik, (* 30. september 1207 – † 17. december 1273).
Bil je hanefijski fakih (pravnik), islamski učenjak, Maturidi teolog (mutakallim) in sufijski mistik, ki izvira iz Velikega Horasana v Velikem Iranu.
Rumijeva dela so bila večinoma napisana v perzijščini, občasno pa je v svojih verzih uporabljal tudi turščino, arabščino in grščino. Njegov Masnavi (Mathnavi), sestavljen v Konyi, velja za eno največjih pesmi perzijskega jezika. Rumijev vpliv je presegel državne meje in etnične delitve: Iranci, Afganistanci, Tadžiki, Turki, Kurdi, Grki, srednjeazijski muslimani, pa tudi muslimani Indijske podceline so zadnjih sedem stoletij zelo cenili njegovo duhovno zapuščino. Njegova poezija ni vplivala samo na perzijsko literaturo, temveč tudi na literarne tradicije osmanskega turškega, čagatajskega, paštunskega, kurdskega, urdujskega in bengalskega jezika.
Rumijeva dela so danes zelo brana v izvirnem jeziku po širšem Iranu in perzijsko govorečem svetu. Njegove pesmi so bile pozneje prevedene v številne svetovne jezike in prenesene v različne formate. Rumi je bil opisan kot »najbolj priljubljen pesnik«, je zelo priljubljen v Turčiji, Azerbajdžanu in južni Aziji in je postal »najbolj prodajan pesnik« v Združenih državah.

## Ime
Njegovo polno ime je dal njegov sodobnik Sipahsalar kot Muhammad bin Muhammad bin al-Husayn al-Khatibi al-Balkhi al-Bakri (arabsko محمد بن محمد بن الحسين الخطيبي البلخي البكري).[29] Bolj znan je kot Molānā Jalāl ad-Dīn Muḥammad Rūmī (مولانا جلال‌الدین محمد رومی). Džalal ad-Din je arabsko ime, ki pomeni 'Slava vere'. Balkhī in Rūmī sta njegova nisba, kar pomeni »iz Balkha« oziroma »iz Rûma«, saj je bil iz sultanata Rûm v Anatoliji.
Po besedah avtoritativnega Rumijevega biografa Franklina Lewisa z Univerze v Chicagu so »anatolski polotok, ki je pripadal Bizantinskemu ali vzhodnorimskemu cesarstvu, šele razmeroma nedavno osvojili muslimani in celo takrat, ko so ga nadzorovali osmanski vladarji so ga poznali še Arabci, Perzijci in Turki kot geografsko območje Rum zgodovinske osebnosti, rojene v Anatoliji ali povezane z njo, znane kot Rumi, beseda izposojena iz perzijščine, ki dobesedno pomeni 'Rimljan', v tem kontekstu pa se Roman nanaša na podložnike Bizantinskega cesarstva ali preprosto na ljudi, ki živijo v Anatoliji ali stvari, ki so z njo povezane.« Znan je bil tudi kot »mula iz Ruma« ([ملای روم] Napaka: {{Jezik}}: neveljaven parameter: |3= (pomoč) ali[ملای رومی] Napaka: {{Jezik}}: neveljaven parameter: |3= (pomoč)).
Rumi je splošno znan pod vzdevkom Mawlānā/Molānā (perzijsko مولانا, perzijska izgovorjava: [moulɒːnɒ]) v Iranu in popularno znan kot Mevlânâ v Turčiji. Mavlānā (arabsko مولانانا) je izraz arabskega izvora, ki pomeni 'naš gospodar'. Zanj se pogosto uporablja tudi izraz مولوی Mawlawī/Mowlavi (perzijsko) in Mevlevi (turško), prav tako arabskega izvora, kar pomeni 'moj gospodar'.

## Življenje

### Pregled
Rumi se je rodil perzijskim staršem v Balhu, današnjem Afganistanu ali Vakhšu, vasi na vzhodnem bregu reke Vakhš, ki je danes znana kot Sangtuda-dan Tadžikistan. Območje, ki kulturno meji na Balh, je tam, kjer je bil Mawlânâin oče, Bahâ' uddîn Walad, pridigar in pravnik. Tam je živel in delal do leta 1212, ko je bil Rumi star približno pet let in se je družina preselila v Samarkand.
Veliki Balh je bil takrat glavno središče perzijske kulture in sufizem se je tam razvijal več stoletij. Na Rumija sta poleg očeta najpomembnejše vplivala perzijska pesnika Attar in Sanai. Rumi izrazi svojo hvaležnost: »Attar je bil duh, Sanai njegove oči dvojne, In čez čas smo prišli z njihovim vlakom«[40] in v drugi pesmi omeni: »Attar je prečkal sedem mest ljubezni, še vedno smo pri zavoju ene ulice«. Njegov oče je bil prav tako povezan z duhovno linijo Najm al-Din Kubra.
Rumi je večino svojega življenja živel pod perzijanskim seldžuškim sultanatom Rum, kjer je ustvaril svoja dela] in umrl leta 1273 našega štetja. Pokopan je bil v Konyi, njegovo svetišče pa je postalo romarski kraj. Po njegovi smrti so njegovi privrženci in njegov sin Sultan Valad ustanovili red Mevlevi, znan tudi kot red vrtečih se dervišev, znan po sufijskem plesu, znanem kot obred Sama. Položili so ga poleg očeta, nad njegovimi posmrtnimi ostanki pa so postavili svetišče. Njegovo hagiografsko poročilo je opisano v Manāqib ul-Ārifīn Shams ud-Din Ahmada Aflākija (napisano med 1318 in 1353). S to biografijo je treba ravnati previdno, saj vsebuje tako legende kot dejstva o Rumiju. Na primer, profesor Franklin Lewis z Univerze v Chicagu, avtor najpopolnejše biografije o Rumiju, ima ločena dela za Rumijevo hagiografsko biografijo in dejansko biografijo o njem.

### Otroštvo in izseljenstvo
Rumijev oče je bil Bahā ud-Dīn Valad, teolog, pravnik in mistik iz Vakhša, ki so ga Rumijevi privrženci poznali tudi kot sultana al-Ulama ali 'sultana učenjakov'. Glede na Ibadetname sultana Valada in Šamsudin Aflaki (okoli 1286 do 1291) je bil Rumi potomec Abu Bakra. Vendar pa nekateri sodobni učenjaki zavračajo to trditev in trdijo, da ob natančnejšem pregledu to ne drži. Trditev o materinskem poreklu Horezm šaha za Rumija ali njegovega očeta se prav tako obravnava kot nezgodovinska hagiografska tradicija, namenjena povezovanju družine s kraljevo družino, vendar je ta trditev zavrnjena zaradi kronoloških in zgodovinskih razlogov. Najpopolnejša genealogija, ki je na voljo za družino, sega v šest ali sedem generacij do znanih hanafijskih pravnikov.
V virih ne izvemo imena Baha al-Dinove matere, le da jo je imenoval »Māmi« (pogovorno perzijsko za Māma) in da je bila preprosta ženska, ki je živela do leta 1200. Rumijeva mati je bila Mu'mina Khātūn. Poklic družine je bil več generacij poklic islamskih pridigarjev razmeroma liberalne hanefijske šole Maturidi in to družinsko tradicijo sta nadaljevala Rumi in sultan Valad.
Ko so Mongoli vdrli v Srednjo Azijo nekje med letoma 1215 in 1220, se je Baha ud-Din Valad s celotno družino in skupino učencev odpravil proti zahodu. Po hagiografskem poročilu, s katerim se ne strinjajo vsi Rumijevi učenjaki, je Rumi srečal enega najbolj znanih mističnih perzijskih pesnikov, Attarja, v iranskem mestu Nišapur, ki je v provinci Horāsān. Attar je takoj prepoznal Rumijevo duhovno eminentnost. Videl je očeta, ki je hodil pred sinom, in rekel: »Prihaja morje, ki mu sledi ocean«. Attar je dečku dal svojo Asrārnāmo, knjigo o zapletenosti duše v materialni svet. To srečanje je močno vplivalo na osemnajstletnega Rumija in kasneje postalo navdih za njegova dela.
Iz Nišapurja so se Valad in njegovo spremstvo odpravili proti Bagdadu, kjer so se v mestu srečali s številnimi učenjaki in sufiji. Iz Bagdada so odšli v Hedžas in opravili romanje v Meko. Selitvena karavana je nato šla skozi Damask, Malatjo, Erzincan, Sivas, Kajseri in Nigde. Končno so se za sedem let ustalili v Karamanu; tam sta umrla Rumijeva mati in brat. Leta 1225 se je Rumi v Karamanu poročil z Govhar Khatun. Imela sta dva sinova: Sultana Valada in Ala-eddina Čalabija. Ko mu je umrla žena, se je Rumi ponovno poročil in imel sina Amirja Alima Čalabija ter hčerko Malakeh Khatun.
1. maja 1228 je najverjetneje kot posledica vztrajnega povabila 'Alā' ud-Dīn Kej-Kobāda, vladarja Anatolije, prišel Baha' ud-Din in se končno naselil v Konyi v Anatoliji na najbolj zahodnih ozemljih Seldžuškega sultanata  Rûma.

### Izobraževanje in srečanja s Šams-e Tabrizijem
Baha' ud-Din je postal vodja medrese (verske šole) in ko je umrl, je Rumi, star petindvajset let, podedoval njegov položaj islamskega molvija. Eden od Baha' ud-Dinovih učencev, Sajed Burhan ud-Din Muhakik Termazi, je Rumija nadaljeval s poučevanjem šeriata in tarika, zlasti Rumijevega očeta. Devet let je Rumi prakticiral sufizem kot učenec Burhana ud-Dina, dokler slednji leta 1240 ali 1241 ni umrl. Tedaj se je začelo Rumijevo javno življenje: postal je islamski pravnik, izdajal je fatve in imel pridige v mošejah Konye. Delal je tudi kot molvi (islamski učitelj) in poučeval svoje privržence v medresi.
V tem obdobju je Rumi odpotoval tudi v Damask in tam naj bi preživel štiri leta.
Njegovo srečanje z dervišem Šams-e Tabrizijem 15. novembra 1244 je popolnoma spremenilo njegovo življenje. Iz uspešnega učitelja in pravnika se je Rumi spremenil v asketa.
Šams je potoval po vsem Bližnjem vzhodu in iskal in molil za nekoga, ki bi lahko 'zdržal mojo družbo'. Glas mu je rekel: »Kaj boš dal v zameno?« Šams je odgovoril: »Moja glava!« Glas je nato rekel: »Tisti, ki ga iščete, je Džalal ud-Din iz Konye.« V noči 5. decembra 1248, ko sta se Rumi in Šams pogovarjala, je bil Šams poklican na zadnja vrata. Odšel je ven, a ga nikoli več niso videli. Govori se, da je bil Šams umorjen s privoljenjem Rumijevega sina, 'Ala' ud-Dina; če je tako, je Šams res dal svojo glavo za privilegij mističnega prijateljstva.
Rumijeva ljubezen do Šamsa in njegovo žalovanje ob smrti sta našla svoj izraz v izlivu lirskih pesmi Divan-e Šams-e Tabrizi. Sam je šel iskat Šamsa in ponovno odpotoval v Damask.

### Kasnejše življenje in smrt
Mewlana je spontano sestavljal gazale (perzijske pesmi), ki so bile zbrane v Divan-i Kabir ali Divan Šams Tabrizi. Rumi je našel drugega tovariša v Salaḥ ud-Din-e Zarkubu, zlatarju. Po smrti Salaha ud-Dina je Rumijev pisar in najljubši učenec, Husam-e Čalabi, prevzel vlogo Rumijevega spremljevalca. Nekega dne sta se onadva potepala po vinogradih Meram zunaj Konye, ko je Hussam Rumiju opisal idejo, ki jo je imel: »Če bi napisal knjigo, kot je Ilāhīnāma iz Sanaja ali Mantiq ut-Tayr iz 'Attarja, bi postal spremljevalec mnogih trubadurjev. S svojim delom bi napolnili svoja srca in komponirali glasbo, ki bi jo spremljala«. Rumi se je nasmehnil in vzel kos papirja, na katerem je bilo napisanih uvodnih osemnajst vrstic njegove Masnavi, ki se je začela z:
Poslušaj trstiko in zgodbo, ki jo pripoveduje,

Kako opeva ločitev...
Hussam je rotil Rumija, naj piše več. Rumi je naslednjih dvanajst let svojega življenja preživel v Anatoliji in Husamu narekoval šest zvezkov te mojstrovine, Masnavi.
Decembra 1273 je Rumi zbolel; je napovedal lastno smrt in zložil znani gazal, ki se začne z verzom:
Kako veš, kakšnega kralja imam v sebi za spremljevalca?

Ne glej svojega zlatega obraza, saj imam železne noge.
Rumi je umrl 17. decembra 1273 v Konyi. Njegovo smrt je objokovala raznolika skupnost Konye, lokalni kristjani in Judje so se pridružili množici, ki se je zbrala, da bi se poslovila, ko so njegovo truplo nosili skozi mesto.  Rumijevo truplo je bilo pokopano poleg trupla njegovega očeta, nad mestom njegovega pokopa pa je bilo postavljeno čudovito svetišče, Zelena grobnica (turško Yeşil Türbe, arabsko قبة الخضراء; danes muzej Mevlâna). Njegov epitaf se glasi:
Ko bomo mrtvi, ne iščite našega groba na zemlji, ampak ga poiščite v srcih ljudi.
Gruzijska princesa in seldžuška kraljica Gurju Khatun je bila Rumijeva tesna prijateljica. Ona je bila tista, ki je sponzorirala gradnjo njegove grobnice v Konyi. Mavzolej Mevlâna iz 13. stoletja z mošejo, plesno dvorano, šolami in bivalnimi prostori za derviše ostaja cilj romanja vse do danes in je verjetno najbolj priljubljeno romarsko mesto, ki ga redno obiskujejo pripadniki vseh večjih religij.

## Večja dela
Rumijevo poezijo pogosto delimo na različne kategorije: štirih stihov (rubayāt) in ode (ghazal) Divana, šest knjig Masnavi. Prozna dela delimo na Razprave, Pisma in Sedem pridig.

### Pesniška dela
- Rumijevo najbolj znano delo je Maṭnawīye Ma'nawī ali Masnavi (Duhovni sklopi; مثنوی معنوی). Pesem v šestih zvezkih ima pomembno mesto v bogati tradiciji perzijske sufijske literature in se običajno imenuje Koran v perzijščini.[36] Številni komentatorji so jo označili za največjo mistično pesnitev v svetovni književnosti. Vsebuje približno 27.000 vrstic,[37] od katerih je vsaka sestavljena iz kupleta z notranjo rimo. Medtem ko pesniška zvrst mathnavi lahko uporablja vrsto različnih metrov, je potem, ko je Rumi sestavil svojo pesem, meter, ki ga je uporabil, postal mathnawi meter par excellence. Prva zabeležena uporaba tega metra za pesem mathnawi se je zgodila v trdnjavi Nizari Ismaili Girdkuh med letoma 1131–1139. Verjetno je postavil temelj za kasnejšo poezijo v tem slogu mistikov, kot sta Attar in Rumi.[38]
- Rumijevo drugo večje delo je Dīvān-e Kabīr (Veliko delo) ali Dīwān-e Šams-e Tabrīzī (Dela Šamsa iz Tabriza; دیوان شمس تبریزی), imenovano po Rumijevem mojstru Šamsu. Poleg približno 35.000 perzijskih dvostihov in 2000 perzijskih štiristihov Divan vsebuje 90 gazalov in 19 štiristihov v arabščini, nekaj ducatov ali več dvostihov v turščini (večinoma makaronske pesmi mešane perzijščine in turščine) in 14 kupletov v grščini (vsi v treh makaronske pesmi grško-perzijščine).[39]

### Prozna dela
- Fihi Ma Fihi (perzijsko فیه ما فیه, latinizirano: V njem, kaj je v njem) zagotavlja zapis enainsedemdesetih govorov in predavanj, ki jih je imel Rumi ob različnih priložnostih svojim učencem. Sestavljen je bil iz zapiskov njegovih različnih učencev, zato Rumi ni neposredno avtor dela. Slog Fihi ma fihi je pogovorni in namenjen moškim in ženskam srednjega razreda ter nima prefinjene besedne igre.[40]
- Majāles-e Sab'a (perzijsko مجالس سبعه, latinizirano: Sedem srečanj) vsebuje sedem perzijskih pridig (kot pove že ime) ali predavanj, izvedenih v sedmih različnih zborih. Same pridige dajejo komentar o globljem pomenu Korana in hadisa. Pridige vključujejo tudi citate iz pesmi Sana'ija, 'Attarja in drugih pesnikov, vključno s samim Rumijem. Kot pripoveduje Aflakī, je imel Rumi po Šams-e Tabrīzīju pridige na prošnjo uglednih ljudi, zlasti Salāha al-Dīna Zarkūba. Slog perzijščine je precej preprost, vendar navajanje arabščine ter poznavanje zgodovine in hadisa kažejo Rumijevo znanje o islamskih znanostih. Njegov slog je značilen za žanr predavanj sufijev in duhovnih učiteljev.[41]
- Makatib (perzijsko مکاتیب, latinizirano: Pisma) ali Maktubat (مکتوبات) je zbirka pisem, ki jih je v perzijščini napisal Rumi svojim učencem, družinskim članom ter državnim in vplivnim možem. Pisma pričajo, da je bil Rumi zelo zaposlen s pomočjo družinskim članom in upravljanjem skupnosti učencev, ki je zrasla okoli njih. Za razliko od perzijskega sloga prejšnjih dveh omenjenih del (gre za predavanja in pridige) so pisma zavestno prefinjena in epistolarna, kar je v skladu s pričakovanji korespondence, namenjene plemičem, državnikom in kraljem.[42]

## Zapuščina

### Univerzalnost
Rumijevo delo je bilo prevedeno v številne svetovne jezike, vključno z ruščino, nemščino, urdujem, turščino, arabščino, bengalščino, francoščino, italijanščino in španščino, in je predstavljeno v vedno večjem številu formatov, vključno s koncerti, delavnicami, branji, plesnimi predstavami in drugimi umetniškimi stvaritvami. Angleške interpretacije Rumijeve poezije Colemana Barksa so bile prodane v več kot pol milijona izvodov po vsem svetu in Rumi je eden najbolj branih pesnikov v Združenih državah. V severni Indiji je znamenita znamenitost, znana kot Rumijeva vrata, ki so v Lucknovu (glavnem mestu Uttar Pradeša), poimenovana po Rumiju. Indijski filmski ustvarjalec Muzaffar Ali, ki prihaja iz Lucknova, je posnel dokumentarec z naslovom Rumi v deželi Khusrau (2001), ki predstavlja koncerte, ki temeljijo na delih Rumija in Amirja Khusraua, ter poudarja vzporednice med življenji pesnikov.

### Iranski svet
Te kulturne, zgodovinske in jezikovne vezi med Rumijem in Iranom so naredile Rumija ikoničnega iranskega pesnika in nekateri najpomembnejši učenjaki Rumija, vključno s Foruzanfarjem, Nainijem, Sabzevarijem itd., prihajajo iz sodobnega Irana. Rumijeva poezija je prikazana na stenah mnogih mest po Iranu, poje se v perzijski glasbi in se bere v šolskih knjigah.
Rumijeva poezija tvori osnovo večine klasične iranske in afganistanske glasbe. Sodobne klasične interpretacije njegove poezije ustvarjajo Muhammad Reza Šajarian, Šahram Nazeri, Davood Azad (trije iz Irana) in Ustad Mohammad Hašem Češti (Afganistan).

### Življenje in delo
- RUMI, JALĀL-AL-DIN. Encyclopædia Iranica, online edition, 2014.
- Dr Khalifa Abdul Hakim, "The metaphysics of Rumi: A critical and historical sketch", Lahore: The Institute of Islamic Culture, 1959. ISBN 978-81-7435-475-4
- Afzal Iqbal, The Life and thought of Mohammad Jalal-ud-Din Rumi, Lahore: Bazm-i-Iqbal, 1959 (latest edition, The life and work of Jalal-ud-Din Rumi, Kuala Lumpur: The Other Press, 2014). Endorsed by the famous Rumi scholar A. J. Arberry, who penned the foreword.
- Abdol Reza Arasteh, Rumi the Persian: Rebirth in Creativity and Love, Lahore: Sh. Muhammad Ashraf, 1963 (latest edition, Rumi the Persian, the Sufi, New York: Routledge, 2013). The author was a US-trained Iranian psychiatrist influenced by Erich Fromm and C.G. Jung.
- Annemarie Schimmel, The Triumphal Sun: A Study of the Works of Jalaloddin Rumi, Albany: SUNY Press, 1993.
- Fatemeh Keshavarz, Reading Mystical Lyric: The Case of Jalal al-Din Rumi, University of South Carolina Press, 1998. ISBN 978-1-57003-180-9.
- Mawlana Rumi Review mawlanarumireview.com. An annual review devoted to Rumi. Archetype, 2010. ISBN 978-1-901383-38-6.
- Seyyed Hossein Nasr, Islamic Art and Spirituality, Albany: SUNY Press, 1987, chapters 7 and 8.
- Majid M. Naini, The Mysteries of the Universe and Rumi's Discoveries on the Majestic Path of Love, Universal Vision & Research, 2002, ISBN 978-0-9714600-0-3
- Franklin Lewis, Rumi: Past and Present, East and West, Oneworld Publications, 2000. ISBN 978-1-85168-214-0
- Lewis, Franklin (2000). Rumi: Past and Present, East and West. One World (UK). ISBN 978-1-85168-214-0.
- Leslie Wines, Rumi: A Spiritual Biography, New York: Crossroads, 2001 ISBN 978-0-8245-2352-7.
- Rumi's Thoughts, edited by Seyed G. Safavi, London: London Academy of Iranian Studies, 2003.
- William Chittick, The Sufi Doctrine of Rumi: Illustrated Edition, Bloomington: World Wisdom, 2005.
- Şefik Can, Fundamentals of Rumi's Thought: A Mevlevi Sufi Perspective, Sommerset (NJ): The Light Inc., 2004, ISBN 978-1-932099-79-9.
- "Rumi's Tasawwuf and Vedanta" by R. M. Chopra in Indo Iranica, Vol. 60
- Athanasios Sideris, "Mevlana Celaleddin Rumi", an entry on Rumi's connections to the Greek element in Asia Minor, in the Encyclopedia of the Hellenic World – Asia Minor, 2003.
- Waley, Muhammad Isa (2017). The Stanzaic Poems (Tarjī'āt) of Rumi. Critical Edition, Translation, and Commentary, with Additional Chapters on Aspects of His Divan (School of Oriental and African Studies, London).

### Perzijska literatura
- E. G. Browne, History of Persia, four volumes, first published 1902–1924.
- Jan Rypka, History of Iranian Literature, Reidel Publishing Company; 1968 OCLC 460598. ISBN 978-90-277-0143-5
- "RUMI: His Teachings and Philosophy" by R. M. Chopra, Iran Society, Kolkata (2007).
- Mozaffari, Ali; Akbar, Ali (2023). »Heritage diplomacy and soft power competition between Iran and Turkey: competing claims over Rumi and Nowruz«. International Journal of Cultural Policy. 30 (5): 597–614. doi:10.1080/10286632.2023.2241872.